# 布莱恩·肖
布赖恩·基思·肖（英語：Brian Keith Shaw，1966年3月22日—），生于加利福尼亚州奥克兰，美国职业篮球运动员，司职控球后卫，他在NBA联盟中效力过14个赛季，他和一些后来成为NBA球星的球员，如安东尼奥·戴维斯、贾森·基德和加里·佩顿一同成长与奥克兰。事实上，2000年在奥克兰举办的NBA全明星周末中，肖、基德和佩顿被认定为是奥克兰市出身最出名重要的球员。

## 篮球生涯
肖就读于奥克兰德Bishop O'Dowd高中随后进入了加利福尼亚州的圣玛丽学院，在学校中读了大一和大二，之后转学来到了加州大学圣巴巴拉分校读了后两年。在他大四那一年成为了NBAA太平洋沿岸体育协会(PCAA)最佳球员，率领球队首次杀入了NCAA锦标赛。他在1988年NBA选秀中第一轮第24顺位被波士顿凯尔特人选中。
1988年，肖和凯尔特人签订了一份一年的合同。1989年，他和一支意大利球队罗马Il Messaggero签约两年，但是到了1990年1月，肖返回凯尔特人队与其签订了一份5年的长期合同。同年6月肖告诉凯尔特人他计划在1990赛季继续为罗马Il Messaggero打球。双方发生了合同纠纷，凯尔特人队 v. 布莱恩·肖（Boston Celtics v. Brian Shaw）是体育法律中著名的相关案例，许多法学院将其列为合同法的教案。

## NBA生涯
在他的NBA篮球生涯中，他先后效力过凯尔特人、迈阿密热火、奥兰多魔术、金州勇士、费城76人、波特兰开拓者和洛杉矶湖人这7支球队。他四次出现过在NBA总决赛中，分别是1994-95赛季的魔术和1999-2000、2000-01和2001-02赛季的湖人，并且随湖人队连续三年取得NBA总冠军。2002-03赛季后肖退役，被指定为2004-05赛季湖人队的助理教练。肖与沙奎尔·奥尼尔是挚友，两人从魔术到湖人都有着良好的关系，他和奥尼尔之间常有精彩的空接表演出现，被魔术和湖人球迷称之为「Shaw-Shaq Redemption」。
肖擔任新任金塊總教練。教練時期用半場進攻和三角戰術不過明顯金塊球員無法適應。
2013-14賽季，金塊以36勝46敗的成績西北組第四，排在西部聯盟第11名，掘金队早已伤痕累累，先后加里纳利（去年左膝十字韧带撕裂，没有为掘金队在2013-14赛季打比赛），内特罗宾逊（左膝前交叉韧带撕裂），麦基（左腿胫骨应力性骨折，只打了5场）和jj希克森（右膝前交叉韧带撕裂）等人受重伤报销。是伤病让他们打得越来越差了，时隔9年，再次无缘季后赛。
2014-15賽季，金塊把一些主力出清，打完59場只有20勝39敗的成績西北組第四，排在西部聯盟第13名，隨後金塊隊宣布開除總教練布莱恩·肖，由助理教練Melvin Hunt代理到球季結束。
2016年5月21日，肖同意重返湖人隊擔任主教練盧克·沃頓的首席助理教練。

## 總教練戰績
| 隊伍     | 年份    | 常規賽 | 常規賽 | 常規賽 | 常規賽 | 常規賽         | 季後賽 |
| 隊伍     | 年份    | 比賽   | 勝     | 負     | 勝率   | 排名           | 季後賽 |
| -------- | ------- | ------ | ------ | ------ | ------ | -------------- | ------ |
| 丹佛金塊 | 2013-14 | 82     | 36     | 46     | .439   | 西北赛区第四名 |        |
| 丹佛金塊 | 2014-15 | 59     | 20     | 39     | .339   | 西北赛区第四名 | (開除) |
| 總計     | 總計    | 141    | 56     | 85     | .397   |                |        |

## 家庭
1993年7月，他的双亲和姐姐在内华达州的一场车祸中丧生。